# 유성준 (1874년)
유성준(劉成俊, 1874년~1949년)은 한국의 판소리 명창이다.
전라북도 남원에서 태어났다. 송우룡의 제자로 정춘풍, 김세종에게서 소리를 닦았으므로 동편제 소리 이론에 밝다. 만년에 진주에서 후배를 양성했으며 근래 명창 임방울과 김연수가 그에게 《수궁가》를 배웠다. 《수궁가》를 잘하였고 특히 〈자라가 토끼 만나는 대목〉을 잘 불렀다. 고종 때 참봉직을 받았다.